# Phobetes caligatus
Phobetes caligatus är en stekelart som först beskrevs av Joseph Kriechbaumer 1894.  Phobetes caligatus ingår i släktet Phobetes och familjen brokparasitsteklar. Inga underarter finns listade i Catalogue of Life.